# Carolina Östberg

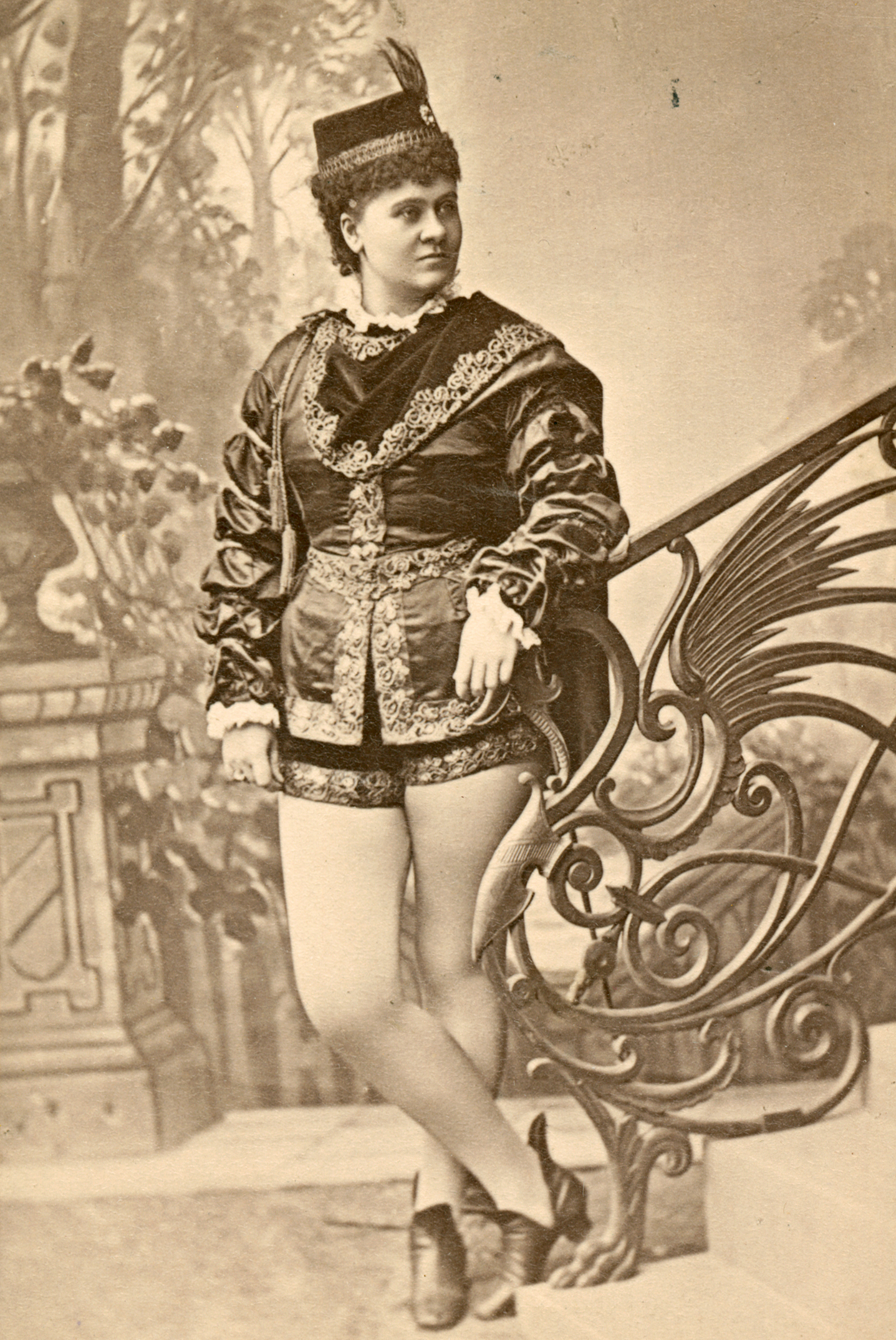
Östberg spelade titelrollen i Boccaccio vid den svenska urpremiären på Nya Teatern 1879.

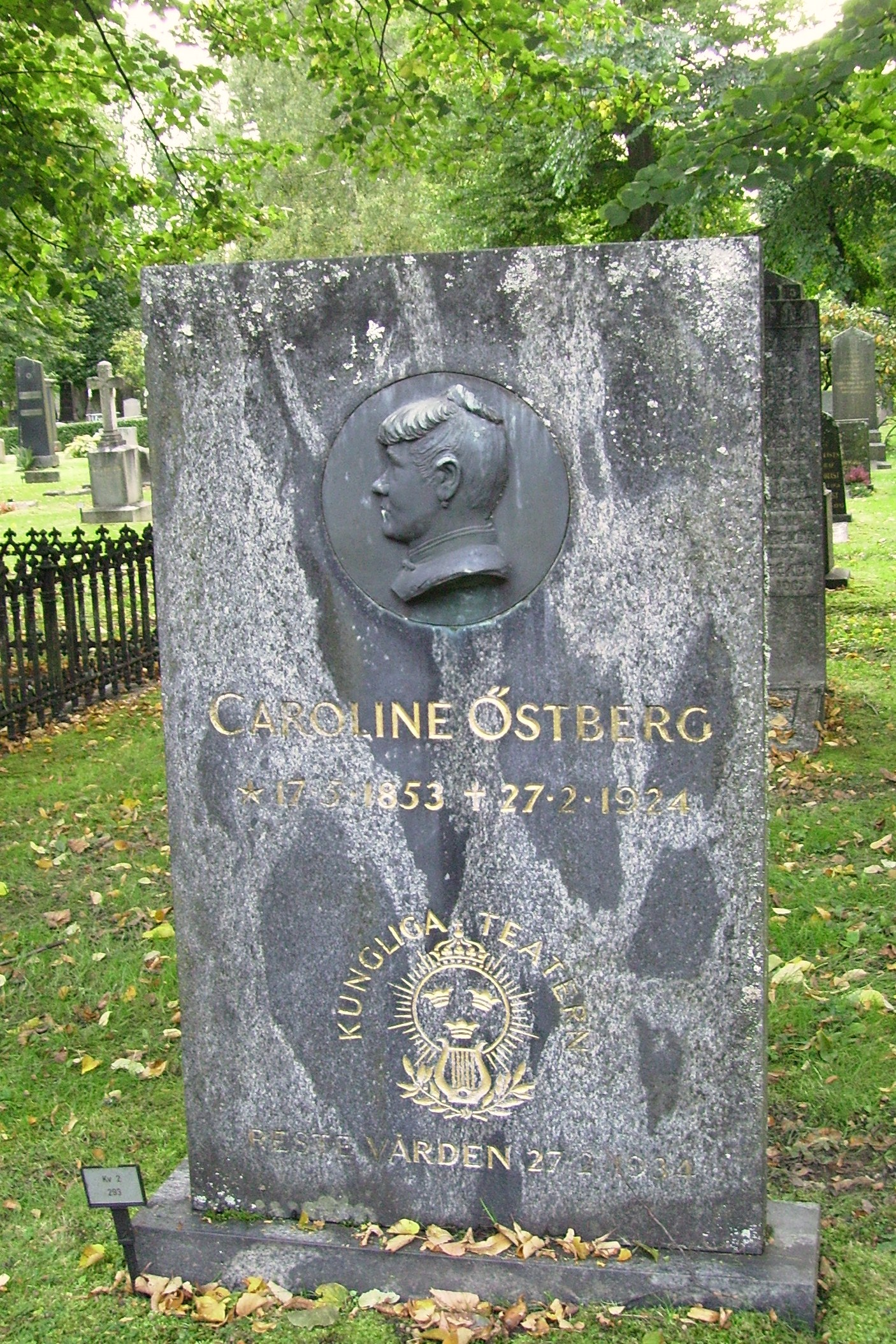
Östbergs gravvård på Norra begravningsplatsen i Solna kommun.

Beata Carolina Östberg, född den 17 maj 1853 i Adolf Fredriks församling, Stockholm, död 27 februari 1924 i Oscars församling, Stockholm, var en svensk operasångare (sopran).

## Biografi
Östberg var dotter till en fältskär och visade tidigt musikalisk begåvning, som hon utvecklade på Dramatens elevskola 1869–1873. Hon var elev till Signe Hebbe. Hon visade sin talang som konsertsångare innan hon debuterade på Stora Teatern 1873 tillsammans med Louise Pyk med varsin roll i samma pjäs. De gjorde båda succé; Östbergs röst ansågs som en frisk klar och ren timbre, en svag men ren sopran med bra koloraturisk träning, och hon hälsades med jubel av publiken i mansrollen Carlo Broschi i Hälften var 1874, varefter hon fick fast anställning; rollen som Carlo Broschi förblev hennes mest populära, och fram till hennes kontrakt utgick 1877 gjorde hon en rad stora roller och utvecklades mer för varje gång. Operachefen Erik af Edholm noterade i sin dagbok under framgången med Hälften var att Östberg ”är La diva för ögonblicket, sjunger utmärkt samt är snäll och välskapad”.
När kontraktet gick ut 1877 tänkte hon resa till Ryssland, men äktenskapet med grosshandlaren Moritz Horwitz 1878 fick henne att avsluta sin yrkesverksamhet, som det troddes för alltid. Hennes avgång ansågs vara en stor förlust; på kort tid hade hon blivit landets kanske mest populära operasångare.
När Östberg-Horwitz oväntat annonserades som gästskådespelare i titelrollen Boccaccio på Nya Teatern 1879 drog föreställningen fulla hus, och hon hälsades med så stor entusiasm att ”jublet aldrig ville ta slut”; hon gjorde en stormande succé, kallades hjältinna och visade talang både i lättsamma operetter och mer allvarlig opera, och pressen uppmanade Kungliga operan att anställa henne. Hon turnerade i Köpenhamn 1880 och Tyskland 1882–1883, Norge 1885 och tillhörde Nya Teatern fram till 1886. Hon använde sitt ursprungliga efternamn och kallade sig själv ”fru Östeberg”.
Under 1886 anställdes Östberg igen på Operan, vilket sågs som en triumf för publiken; ”publiken hade fått sin vilja fram” mot Operan, efter att i flera år krävt att hon skulle anställas där. Hon stannade sedan där, förutom en turné in USA 1892–1894. Hon jämfördes med Louise Michaëli. Hon fick Litteris et Artibus 1891, med briljanter 1900, och invaldes i Kungliga Musikaliska Akademien 1897. Under 1905 gjorde hon nio grammofoninspelningar. Hon slutade sjunga 1906 och verkade sedan som sångpedagog.
Bland Östbergs roller fanns Sieglinde i Valkyrian, Alice i Falstaff, Margareta av Valois i Hugenotterna samt titelrollerna i La Gioconda och Aida. Hon är begravd på Norra begravningsplatsen utanför Stockholm.

## Teater

### Roller (urval)
| År   | Roll                | Produktion                                                  | Regi | Teater      |
| ---- | ------------------- | ----------------------------------------------------------- | ---- | ----------- |
| 1879 | Boccaccio           | Boccaccio Franz von Suppé, Camillo Walzel och Richard Genée |      | Nya teatern |
| 1880 | Hertig de Parthenay | Lille hertigen Henri Meilhac och Ludovic Halévy             |      | Nya teatern |

## Galleri

Caroline Östberg-Horwitz, rollporträtt - SMV - H9 132
Caroline Östberg-Horwitz, rollporträtt - SMV - H9 128
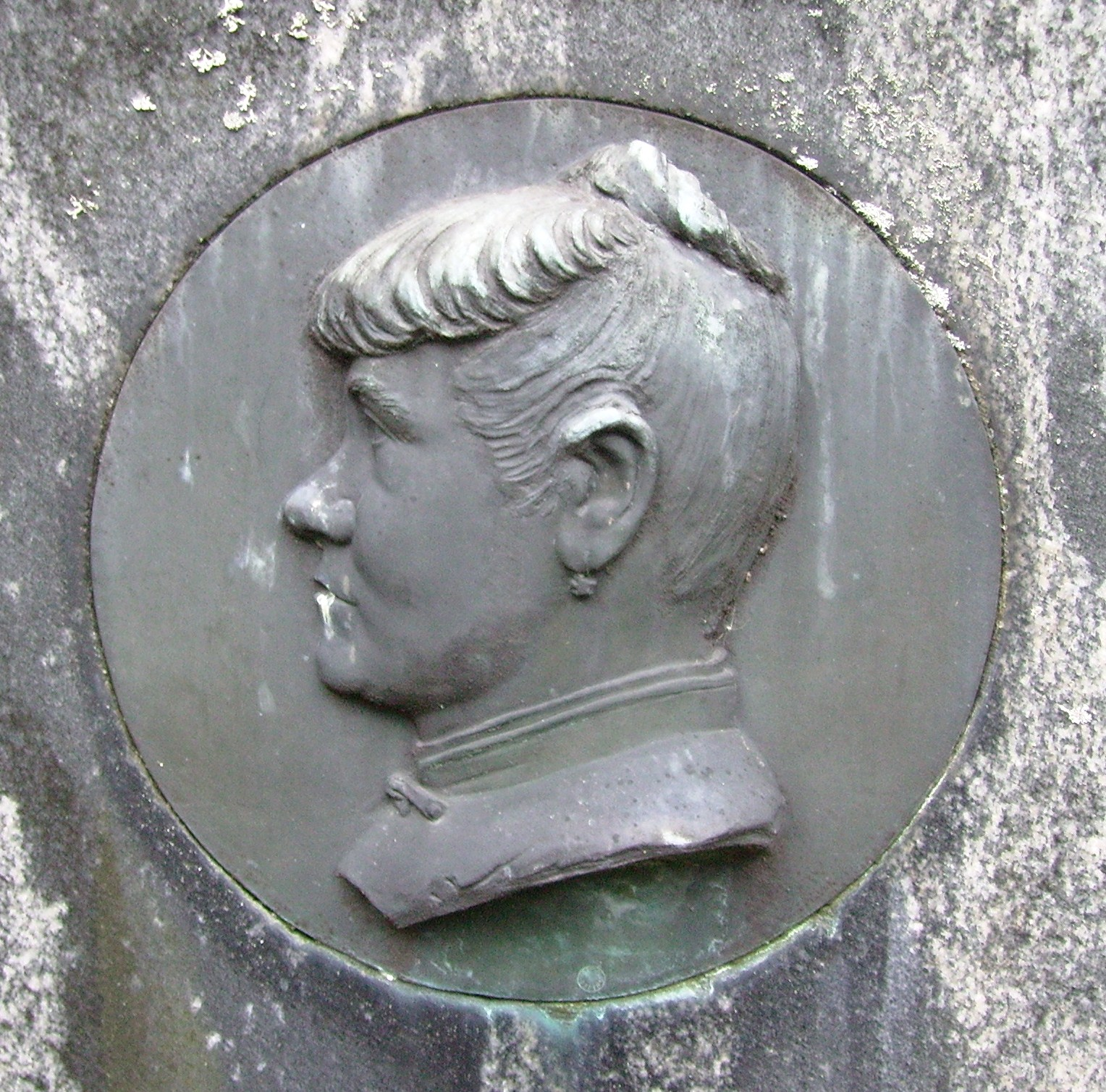
Caroline Östberg (huvud)

### Övriga källor
- Walborg Hedberg – Louise Arosenius: Svenska kvinnor från skilda verksamhetsområden, Stockholm 1914, sid. 115.
- Österberg, Carin et al., Svenska kvinnor: föregångare, nyskapare. Lund: Signum 1990. (ISBN 91-87896-03-6)
- Erik af Edholm: Mot seklets slut (dagböcker 1872–1897) (Stockholm 1948)